# Brian Mathew (homme politique)
Brian George Felton Mathew est un homme politique libéral-démocrate britannique qui est député de Melksham et Devizes depuis 2024. 

## Biographie
Mathew est diplômé de l'Université d'East Anglia en 1983 avec un baccalauréat en études de développement. Il obtient ensuite un diplôme d'études supérieures en ingénierie agricole du Silsoe College. Il obtient ensuite une maîtrise en développement social rural à l'Université de Reading en 1988 et un doctorat en eau et assainissement à l'Université de Cranfield en 2005,.
Mathew se présente sans succès au siège de North Wiltshire en 2015, 2017 et 2019. Il s'était déjà présenté dans le North Somerset en 2010 mais avait perdu contre Liam Fox. En 2024, Il bat l'ancienne ministre conservatrice Michelle Donelan, qui avait choisi de se présenter à Melksham et Devizes en raison des changements de limites de son siège de Chippenham.
Mathew a précédemment travaillé pour des organisations humanitaires, notamment WaterAid en Tanzanie. Il est élu pour le quartier Box & Colerne du conseil du Wiltshire en 2017 et réélu en 2021.